# Traînée de poudre
Pour les articles homonymes, voir Traînée (homonymie).
Traînée de poudre (Dust, dans l'édition originale en anglais) est un roman policier et thriller américain de Patricia Cornwell publié en 2013. C'est le vingt et unième roman de la série mettant en scène le personnage de Kay Scarpetta.

## Éditions
Édition originale américaine
- (en) Patricia Cornwell, Dust, New York, G. P. Putnam's Sons, 12 novembre 2013, 495 p. (ISBN 978-0-399-15757-8)

Édition française
- Patricia Cornwell et Andrea H. Japp (traductrice), Traînée de poudre [« Dust »], Paris, Éditions des Deux Terres, 26 mars 2014 (ISBN 978-2-84893-169-2, BNF 43777447)
- Patricia Cornwell et Andrea H. Japp (traductrice), Traînée de poudre [« Dust »], Paris, Librairie générale française, coll. « Le Livre de poche Thriller », 2 septembre 2015, 624 p. (ISBN 978-2-253-00054-9, BNF 44406871)